# Nazionale maschile di calcio a 5 della Nuova Caledonia
La nazionale di calcio a 5 della Nuova Caledonia è, in senso generale, una qualsiasi delle selezioni nazionali di Calcio a 5 della Fédération Calédonienne de Football che rappresentano la Nuova Caledonia nelle varie competizioni ufficiali o amichevoli riservate a squadre nazionali.
Nel 2008 a Suva nell Figi, la nazionale caledoniana ha esordito nella massima competizione continentale d'Oceania. Il pareggio per 2-2 con Tahiti è stato il primo punto nella storia della Nuova Caledonia, mentre la vittoria per 10-2 su Tuvalu del 12 giugno è stata la prima vittoria in una competizione ufficiale.

## Risultati nelle competizioni internazionali

### FIFA Futsal World Championship
- 1989 - non presente
- 1992 - non presente
- 1996 - non presente
- 2000 - non presente
- 2004 - non presente
- 2008 - non qualificata
- 2012 - non qualificata

### OFC Oceanian Futsal Championship
- 1992 - non presente
- 1996 - non presente
- 1999 - non presente
- 2004 - non presente
- 2008 - Sesto posto
- 2009 - Quarto posto
- 2010 - Quinto posto
- 2011 - Sesto posto
- 2013 - Ottavo posto